# Frank Kendall

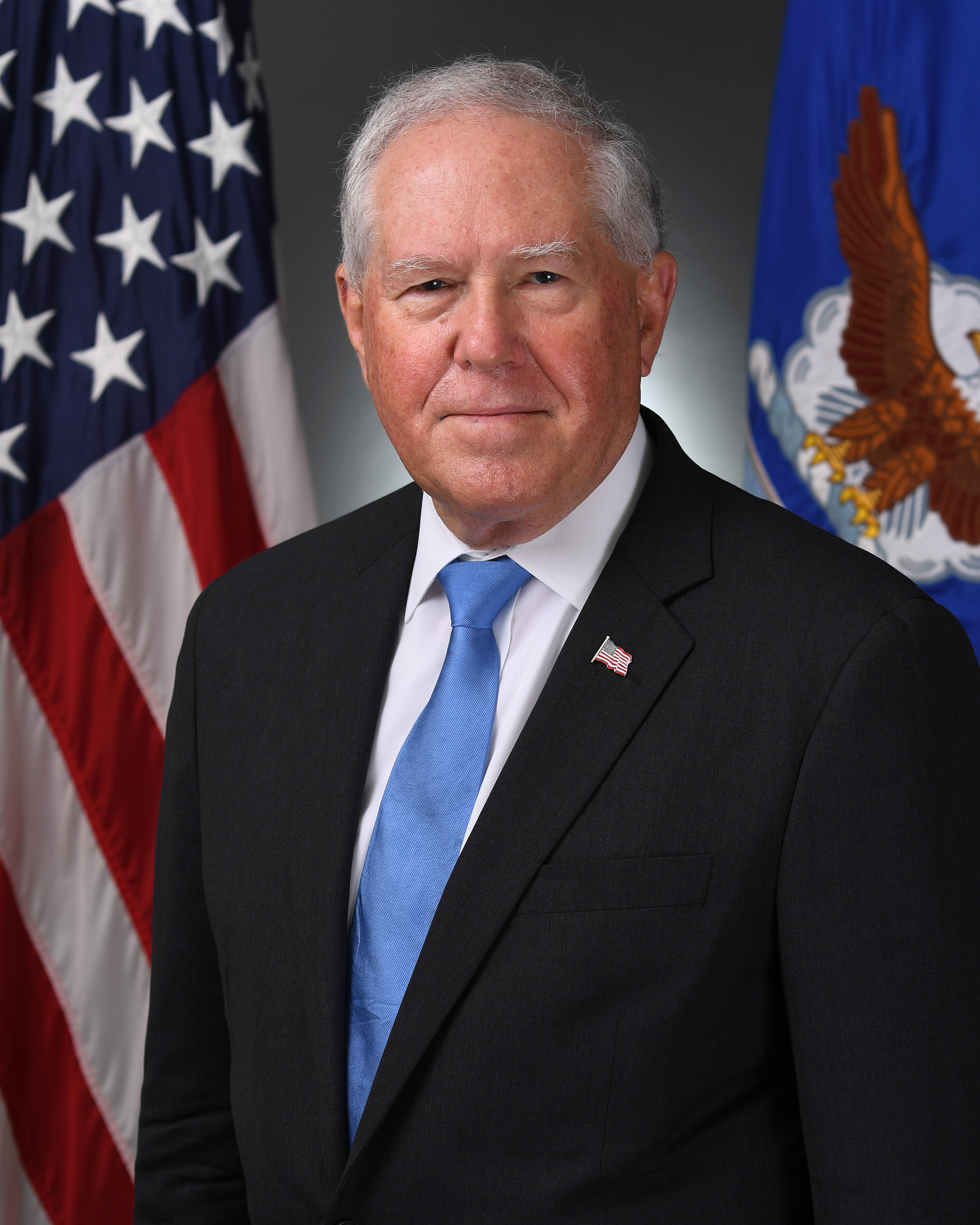
Frank Kendall (2021)

Frank Kendall III (* 26. Januar 1949 in Pittsfield, Massachusetts) ist ein US-amerikanischer Rüstungsexperte, politischer Beamter und war von Juli 2021 bis Januar 2025 United States Secretary of the Air Force.

## Leben
Kendall graduierte 1971 an der United States Military Academy in West Point, New York, als Bachelor of Science, erwarb 1972 seinen Abschluss als Master of Science am California Institute of Technology in Pasadena und diente danach von Juni 1971 bis Juni 1982 als Offizier der United States Army. Währenddessen war er auch zeitweise in Deutschland stationiert. Nach seiner aktiven Zeit absolvierte er bis 1999 regelmäßig Reserveübungen und erreichte den Dienstgrad eines Lieutenant Colonel.
Ab April 1986 arbeitete Kendall im Pentagon im Bereich von strategischen und taktischen Abwehrwaffen, zuletzt als Deputy Director. 1994 verließ er das US-Militär und wechselte in die freie Wirtschaft, als Vizepräsident zu Raytheon, einem Rüstungskonzern. Diesen Posten gab er bereits im November 1996 wieder ab und wurde für zehn Jahre von 1997 bis Dezember 2007 privater Berater. In dieser Zeit erwarb er 2004 auch einen weiteren Titel als Doktor der Rechtswissenschaften am Georgetown University Law Center in Washington, D.C. 2008 wechselte er dann in eine Unternehmensberatung, bevor er ab März 2010 wiederum für fast sieben Jahre im Pentagon tätig wurde, dieses Mal im Bereich „Beschaffung, Technologie und Logistik“. Hier trug er ab Mai 2012 den Titel eines Under Secretary of Defense for Acquisition, Technology and Logistics.
Während Donald Trumps erster Präsidentschaft arbeitete Kendall als Senior Fellow für das Center for American Progress und als Mitglied des Verwaltungsrates („Board of Directors“) der Softwarefirma Leidos. Zudem war er Senior Adviser beim Center for Strategic and International Studies und Mitglied des Council on Foreign Relations.
Joe Biden schlug Kendall am 27. April 2021 als neuen Secretary of the Air Force vor. Am 26. Juli 2021 wurde die Nominierung vom Senat bestätigt, sein Amt trat Kendall am 28. Juli 2021 nach seiner Vereidigung durch Verteidigungsminister Lloyd Austin an. Mit dem zweiten Amtsantritt von Donald Trump schied er am 20. Januar 2025 aus seinem Amt aus.